# SD (Automarke)
SD war eine britische Automarke.

## Markengeschichte
Stan Daniel aus Ipswich in der Grafschaft Suffolk entwarf von 1986 bis 1987 ein Einzelstück namens SD. Transformer Cars aus Frant in East Sussex brachte das Modell 1987 oder 1988 in die Serienfertigung, die sowohl Komplettfahrzeuge als auch Kit Cars umfasste. Der Markenname blieb SD. Stan Daniel gründete 1989 oder 1990 Elmsett Road Racing Automobiles in Aldham in Suffolk und setzte die Produktion fort. 1998 oder 2000 endete die Produktion. Insgesamt entstanden etwa fünf Exemplare.

## Fahrzeuge
Das einzige Modell war der 500. Er ähnelte einem Ferrari 500 Mondial aus den 1950er Jahren. Ein leichter Spaceframe-Rahmen bildete die Basis. Ein Motor vom Alfa Romeo Alfetta war in Mittelmotorbauweise hinter den Sitzen montiert. Die offene Karosserie bestand aus Fiberglas und bot Platz für zwei Personen.